# Gonder
Gonder (eller Gondar) er en by i det nordlige Etiopien, med et indbyggertal (pr. 2008) på 256.428. Byen er hovedstad i regionen Amhara, og var fra 1636 til 1855 også hovedstad i hele Etiopien.  
Byen var hjemsted for etiopiske kejsere i 1600- og 1700-tallet, og man kan i dag besøge de mange ruiner af etiopiske royale slotte, bl.a. ved Fasil Ghebbi. 
12°36′N 37°28′Ø / 12.600°N 37.467°Ø